# Hutzdorf

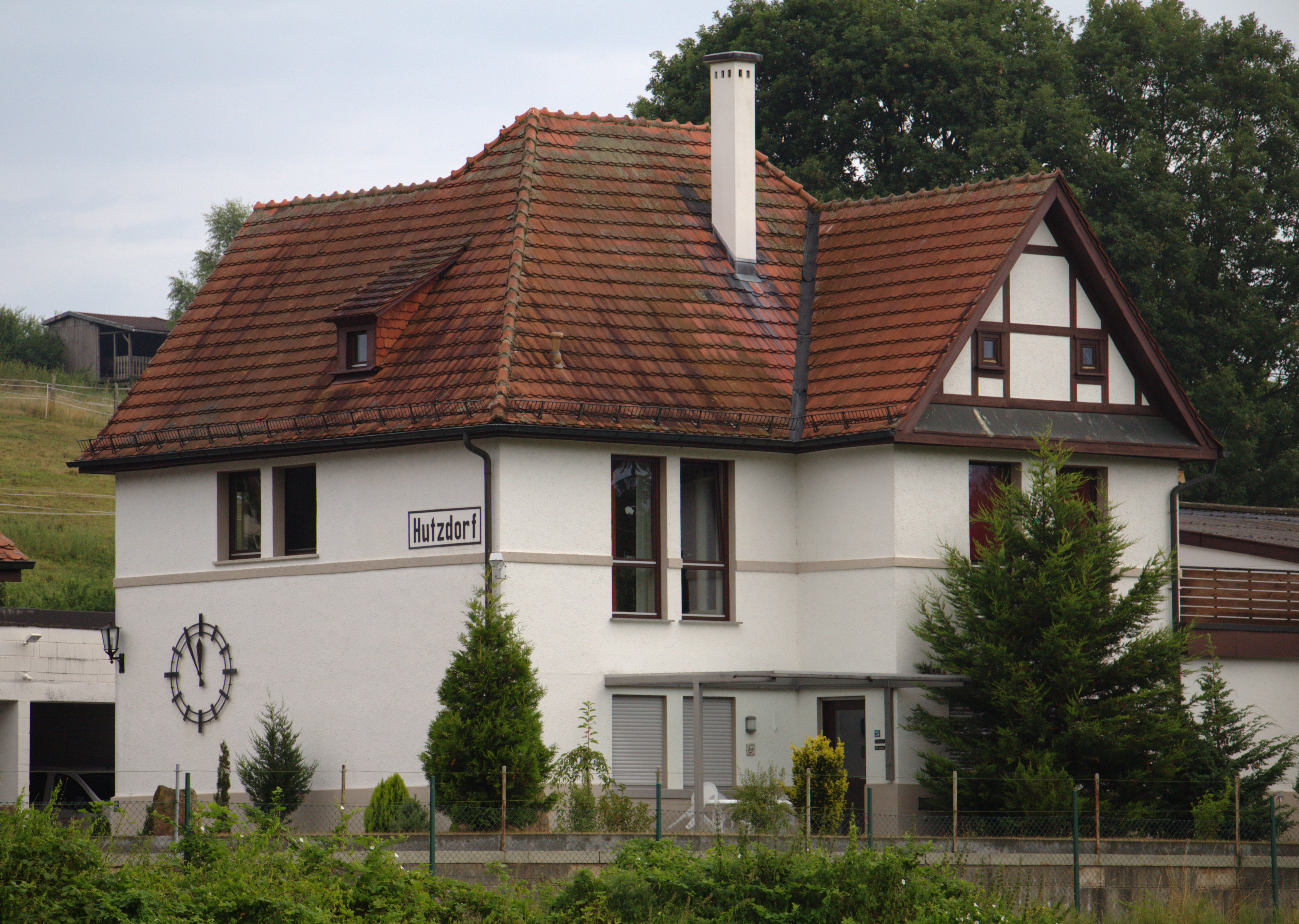
Ehemaliger Bahnhof in Hutzdorf

Hutzdorf ist ein Stadtteil von Schlitz im mittelhessischen Vogelsbergkreis.

## Geographie
Hutzdorf liegt nordöstlich von Schlitz. Die Bebauungen beider Orte gehen ineinander über. Durch das Dorf verläuft die Landesstraße 3140 von Schlitz nach Queck.
Der Personenverkehr auf der Bahnstrecke Bad Salzschlirf–Niederjossa endete am 31. Mai 1964 und im Februar 1974 wurde sie stillgelegt.

## Ortsgeschichte

### Mittelalter
Die älteste Erwähnung des Dorfes ist eine Fälschung des fuldischen Mönchs Eberhard im Codex Eberhardi. Der Ortsname „Huzzesdorf“ wird hier auf das Jahr 852 datiert. Der Codex Eberhardi wurde erst um 1160 niedergeschrieben. Eberhard verunechtete Urkunden, weil er Besitz des Klosters in den genannten Orten gefährdet sah. Die Namensforschung erklärt den Namen als „Siedlung des Huozzi“.
In den Urkunden des Spätmittelalters wird wiederholt eine Mühle von „Hizdorff“ im Besitz des Deutschordenshauses zu Marburg erwähnt. Eine Urkunde ist nur in einer Abschrift des 19. Jahrhunderts erhalten, nämlich am 16. Juli 1273. Ritter Ludwig von Konrad und sein Sohn Richolf verkauften dem Deutschen Haus in Marburg das Dorf Neuenhain heute Wüstung zwischen Zell und Alsfeld, die Mühle zu Hutzdorff und eine halbe Hube zu Reprode (Wüstung zwischen Vockenrode und Alsfeld). Dieser Besitz war nicht unumstritten. Scheinbar erhoben auch die Ritter und Brüder Heinrich und Albert von Romrod Forderungen, entsagten aber am 17. April 1283 zu Gunsten des Deutschen Hauses bei Marburg ihren Ansprüchen auf das Dorf Neuenhain, die Mühle zu Hutzdorf und den Wald bei Heimertshausen.
Heinrich von Bimbach, Sohn des Konrad, verkaufte am 2. Februar 1375 dem Giso von Bimbach und seiner Frau Lene seinen halben Hof zu Spahl, 1/3 Hof zu Wieren, 1/3 Haus und Hof zu Fulda, seine Güter zu Hutzdorf und den Hof zu Zilbeck. Die Urkunde beinhaltet Auflistungen der Einkünfte und nähere Bestimmungen.

### Neuzeit
Im 16. Jahrhundert gehörte die Mühle in den Besitz der Gebrüder Werner und Friedrich v. Schlitz (Adelsgeschlecht) gen. v. Görtz. Am 6. Februar erfolgte die erbrechtliche Verleihung der Mühle zu Hutzdorf an Hermann Gesinde und dessen Ehefrau Katharina.
Das Dorf gehörte im 17. Jahrhundert zur Herrschaft Schlitz. In Hutzdorf galten deshalb die Schlitzer Verordnungen aus dem 18. Jahrhundert zusammen mit Teilen des Fuldischen Rechts als Partikularrecht. Das Gemeine Recht galt nur, soweit diese speziellen Regelungen für einen Sachverhalt keine Bestimmungen enthielten. Dieses Sonderrecht behielt seine Geltung auch während der Zugehörigkeit zum Großherzogtum Hessen im 19. Jahrhundert. In der gerichtlichen Praxis wurden die Verordnungen aber nur noch selten angewandt. Das Partikularrecht wurde zum 1. Januar 1900 von dem einheitlich im ganzen Deutschen Reich geltenden Bürgerlichen Gesetzbuch abgelöst.

### Gebietsreform
Mit Wirkung vom 1. Januar 1969 erfolgte die Eingemeindung in die Stadt Schlitz.

### Dorferneuerung
Zwischen 1994 und 2000 wurden in Hutzdorf mehrere Maßnahmen im Rahmen eines Dorferneuerungsprogramms durchgeführt. Es handelte sich um:
- Umbau des Dorfgemeinschaftshauses
- Bau eines Grillplatzes
- Neubau Feuerwehrhaus
- Verkehrsberuhigungen
- Neugestaltung verschiedener Plätze

Für die unter Denkmalschutz stehenden Gebäude des Ortes siehe die Liste der Kulturdenkmäler in Hutzdorf.

## Politik
Ortsvorsteherin ist Sonja Nowraty (Stand Mai 2021).

## Vereine
In Hutzdorf sind folgende Vereine tätig:
- Freiwillige Feuerwehr Hutzdorf
- Gemischter Chor Hutzdorf
- Gymnastikdamen Hutzdorf
- Hutzdorfer Schenne Verein (HSV)
- Theaterbühne Hutzdorf

## Persönlichkeiten
- Georg Wink (1894–1967), Landrat des Kreises Darmstadt